# 9K52 Luna-M
Le 9K52 Luna-M (russe : Луна, français : Lune), également connu sous le code OTAN FROG-7 (FROG étant un acronyme pour « Free Rocket Over Ground », Roquette non-guidée tout-terrain), est un missile balistique à courte portée de conception soviétique. Entré en service en 1964, il dispose d'une portée de 70 km et d'un écart circulaire probable (ECP) de 500 à 700 m. D'une vitesse de Mach 3, il peut emporter des ogives conventionnelles, chimiques ou nucléaires jusqu'à 550 kg. Il ne dispose pas de système de guidage mais est stabilisé par sa propre rotation. Il est monté sur un tracteur-érecteur-lanceur (TEL) 9P113 basé sur le châssis du ZIL-135.

## Historique

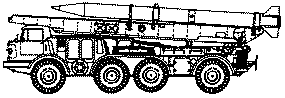
Schéma conceptuel du FROG-7.

Progressivement remplacé par le missile balistique tactique SS-21 qui a une plus grande portée (120 km), six unités initiales dotées de têtes nucléaires ont été déployées sur le sol cubain pendant la crise des missiles de Cuba. Largement exporté et équipant les armées du pacte de Varsovie, il a été utilisé entre autres par l'Irak pendant sa guerre avec l'Iran (qui concevra sa propre variante pour augmenter sa portée jusqu'à 90 km, le Laith-90). Pendant la guerre d'Irak de 2003, un FROG-7 ou un Ababil-100 a touché le QG de la 2e Brigade de la 3e division d'infanterie US le 7 avril, alors que le gros de la brigade conduisait une opération 15 kilomètres plus au nord à l'intérieur de Bagdad. 3 soldats et 2 journalistes ont été tués dans l'attaque tandis que 14 autres soldats ont été blessés et 22 véhicules détruits ou sérieusement endommagés, principalement des Humvees,,,,.
Durant l’opération de la poche de Medak en 1993, la république serbe de Krajina a tiré un FROG-7 sur la banlieue de Zagreb.
La Royal Air Force a ciblé et détruit des FROG-7 de la Libye de Mouammar Kadhafi au sud de Syrte pendant la guerre civile libyenne de 2011.

## Variantes
- 9M21B : variante nucléaire, peut emporter une ogive de 500 kg.
- 9M21F : variante conventionnelle.
- 9M21G : peut emporter une ogive chimique de 390 kg.
- Laith-90 : variante irakienne dotée d'une portée améliorée (90 km) et ogive à sous-munitions.

## Pays utilisateurs

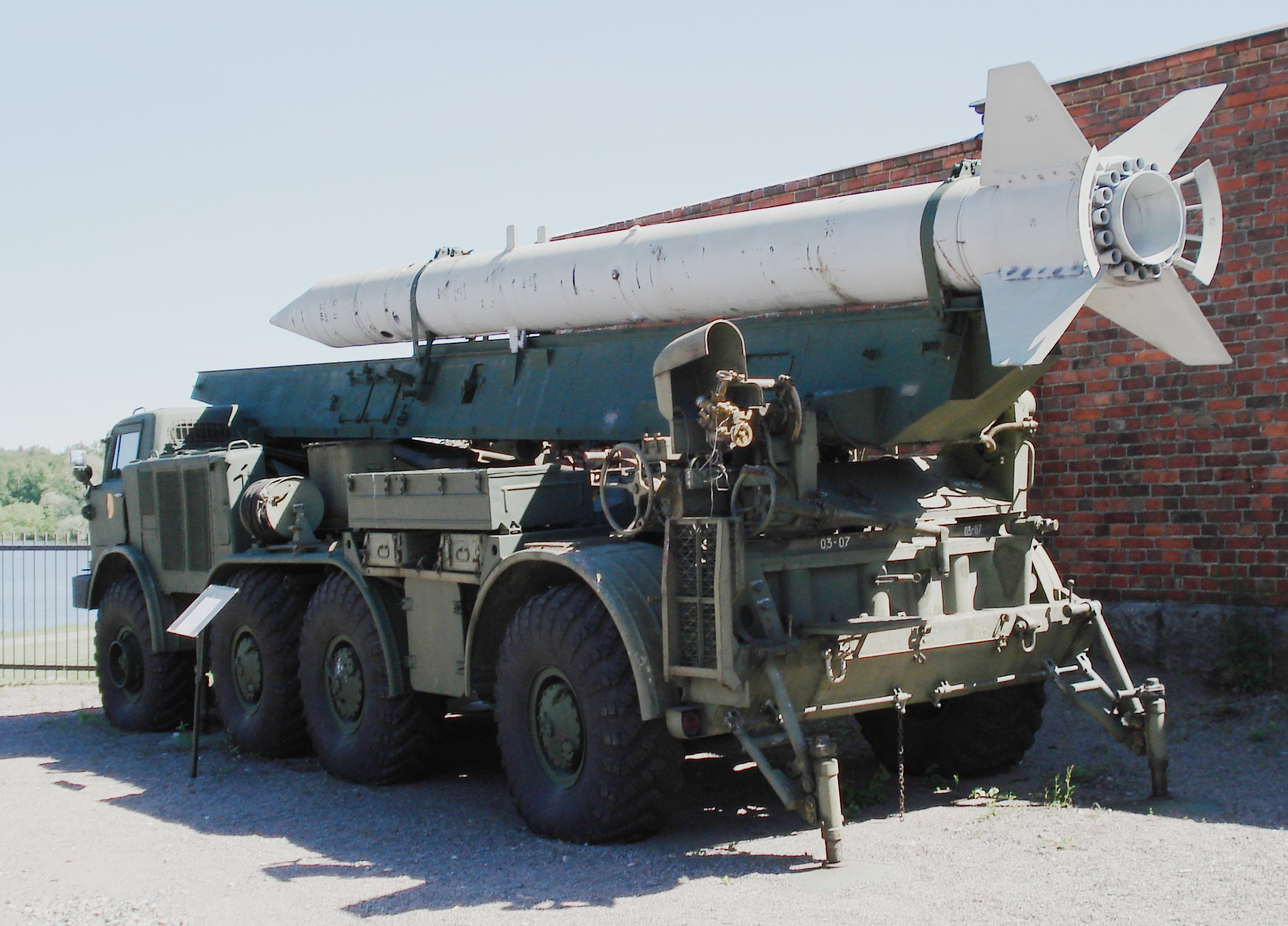
FROG-7 de l'Allemagne de l'Est.

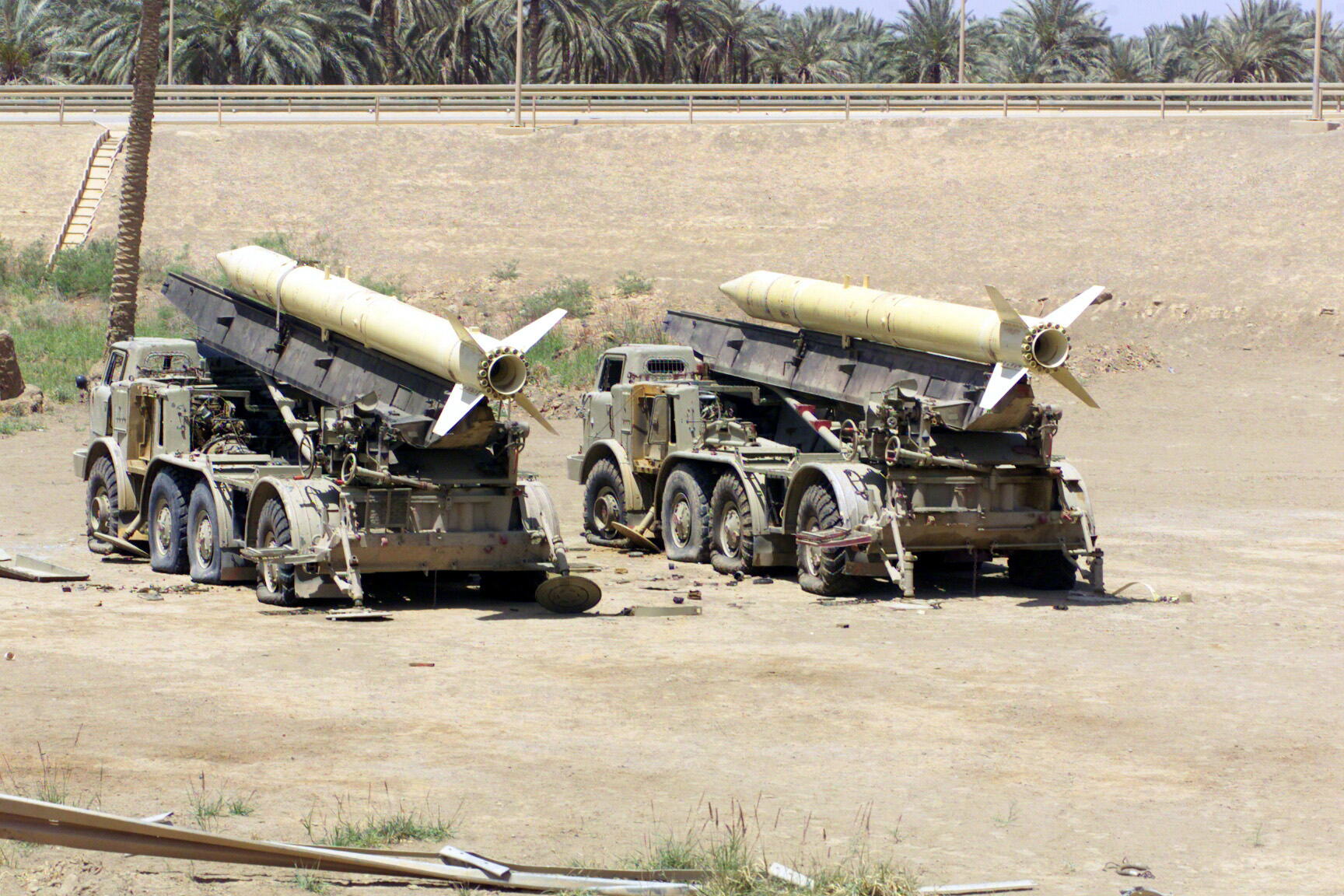
Lance-missiles FROG-7 de la garde républicaine irakienne saisis par les Marines américains le 11 avril 2003 pendant la guerre d'Irak.

### Actuels
- Afghanistan
- Biélorussie : 36 9K52 et OTR-21 Tochka
- Corée du Nord : 25 9K52 et 2K6 Luna[8]
- Cuba : 65
- Égypte : 288
- Libye : 45
- Russie : quelques unités en réserve
- Syrie : 18
- Ukraine : 50
- Yémen : 12
- Algérie : 24[9]

### Anciens
- Allemagne de l'Est
- Bulgarie
- Irak
- Koweït (saisis par les forces irakiennes durant la guerre du Golfe)
- Pologne
- Roumanie
- Tchécoslovaquie
- Union soviétique
- Yémen du Sud
- Yougoslavie